# Germania FV
Germania Fuβball-Verein , ou Germania FV foi um clube de futebol mexicano já extinto,fundado em 1915,da Cidade do México, que jogou no Primeira Fuerza antes da profissionalização do futebol no país. Tinha como cores preto e branco.

## História

### O Início
O clube foi fundado em 1915, por uma comunidade de imigrantes alemães na Cidade do México. Os fundadores eram Edvard Giffenig, Germán Stuht, Richard Obert, Walter Mues, e Carl Mues. Em seus primeiros anos, o clube terminou principalmente em último ou perto do da parte de baixo da classificação.
Em 1920, a Federação Mexicana de dividir o torneio em duas ligas: a nacional e as ligas mexicanas. Germania jogaria a Primera Fuerza juntamente com Asturias , México , Morelos e Deportivo Internacional, América , Real España , Amicale Française, Reforma e Luz y Fuerza. No mesmo ano, Germania ganhou seu único título da liga, ainda que não foi reconhecido oficialmente por causa da situação política na época.

### 1922-1923
Germania reforçou o clube através da assinatura de Kurt Friederich, que tinha jogado no FC Zürich. Em 6 de Maio de 1923, em na disputa pelo título entre Germania e Asturias FC , Friedrich levou o Germania para uma vantagem de um ponto no primeiro semestre. No segundo semestre, no entanto, com os clubes empatados em 1-1, Octavio Rimada conseguiu marcar para Asturias, dando ao clube a vitória por 2-1 que deu o título para o Astúrias e o Germania não conseguiu o segundo título. Nesse torneio Kurt Friederich ganhou o título de aproveitamento, com 12 gols em 13 jogos.

### Treinadores
- Richard Obert (1915 a 1930)
- Juan Luqué de Serrallonga (1930 a 1933)

## Títulos
- Primera Fuerza: 1920-1921
- Copa México: 1919

### Campanhas de Destaque
- Vice-campeão da Primera Fuerza: 1922-1923
- Vice-campeão da Copa México: 1933